# Donald Watson
Donald Watson (2. září 1910 Mexborough, Jižní Yorkshire – 16. listopadu 2005 Keswick, Cumbria) byl zakladatel britské Veganské společnosti a jeden z možných autorů slova vegan.

## Život
Donald Watson byl jedním ze tří dětí ředitele školy v Mexborough, kde bylo veganství neznámé, ale jeho rodina byla liberální a nechávala děti jít si svou vlastní cestou. Jako dítě trávil Watson mnoho času na farmě svého strýce George, kde pozoroval zabíjení a využívání zvířat, pročež roku 1924 po novoročním předsevzetí přestal jíst maso (ve věku 14 let). O osmnáct let později přestal jíst i mléčné produkty, protože jejich produkci považoval také za neetickou.
V patnácti letech dokončil školu a šel do učení do rodinné truhlárny. Ve dvaceti letech se stal učitelem truhlářství, které učil v Leicesteru. Zde byl aktivním členem místní Vegetariánské společnosti. O tři roky později se přesunul do Keswicku, kde již zůstal po zbytek života spolu se svou manželkou Dorothy Watsonovou (roz. Morganovou), se kterou měl dceru Janet a učil truhlářství. Mnoho času věnoval hikingu a pěstování zeleniny, ale také cyklistice, fotografování a hře na housle. Stravoval se zdravě, nekouřil a byl abstinent. Donald Watson i jeho dva sourozenci (bratr a sestra) žili veganským životním stylem a během války byli odpírači vojenské služby.
Watson zemřel roku 2005 (ve věku 95 let) v klidu ve svém domě. O svém pohřbu předpověděl, po vzoru George Bernarda Shawa (který přešel na veganství po vzniku Veganské společnosti), že na něm budou duše všech zvířat, které během svého života nesnědl.

## Veganství
Zatímco vegetariánem byl Watson od roku 1924, veganem se stal až během druhé světové války, kdy si (díky podobně smýšlejícím lidem ve Vegetariánské společnosti) uvědomil, že produkce mléka je neetická. V období druhé světové války nebyly poskytovány vegetariánské příděly, ale situace byla zlepšena Výborem pro zájmy vegetariánů (Committee of Vegetarian Interests). Ten zajistil, že byly vegetariánům přidělovány navíc ořechy a sýr (bez živočišného syřidla). Současně bylo podporováno pěstování vlastního ovoce a zeleniny. Výbor se také zasazoval o větší dostupnost sojového mléka.
V srpnu roku 1944 se šest přátel z Vegetariánské společnosti (manželé Watsonovi, manželé G. Allan a Fay K. Hendersonovi, Elsie Shrigley a Eva Batt) začalo zasazovat o vytvoření bezmléčné (pod tímto označením byla chápána i absence vajec a medu) sekce ve Vegetariánské společnosti. Vytvoření slova "vegan" morfologickým useknutím slova "vegetarian" je připisováno často Dorothy Watsonové, ale je možné, že jej vymysleli manželé Hendersonovi. V listopadu šestice založila Veganskou společnost (jako charitu), protože Vegetariánská společnost odmítla veganství podporovat. Viděla jej totiž jako extrémní a antisociální.
Po založení společnosti vydávali po dva roky Veganské noviny (The Vegan News). Pro Watsona bylo veganství pacifistickou filosofií, která oponovala útlaku všech živých bytostí. Ve třetím čísle časopisu The Vegan News veganství Watson definoval jako stravování založené na ovoci, ořeších, zelenině, zrninách a dalších rostlinných produktech, toto stravování vylučuje maso zvířat včetně ryb, vejce, med, mléko zvířat, máslo a sýr. Veganství podporuje výrobu alternativ k produktům ze zvířat. Definici však Veganská společnost změnila třináctkrát, navíc není již dnes vzhledem ke globálnímu rozšíření veganství autoritou, která by definici určovala. Zatímco Watson zastával spíše propagaci rostlinné stravy a ve Veganské společnosti příliš aktivní nebyl, Leslie Cross byl pro obhajobu práv zvířat a ve společnosti se výrazně angažoval a vytvořil novou definici veganství.